# Airport Express (MTR)

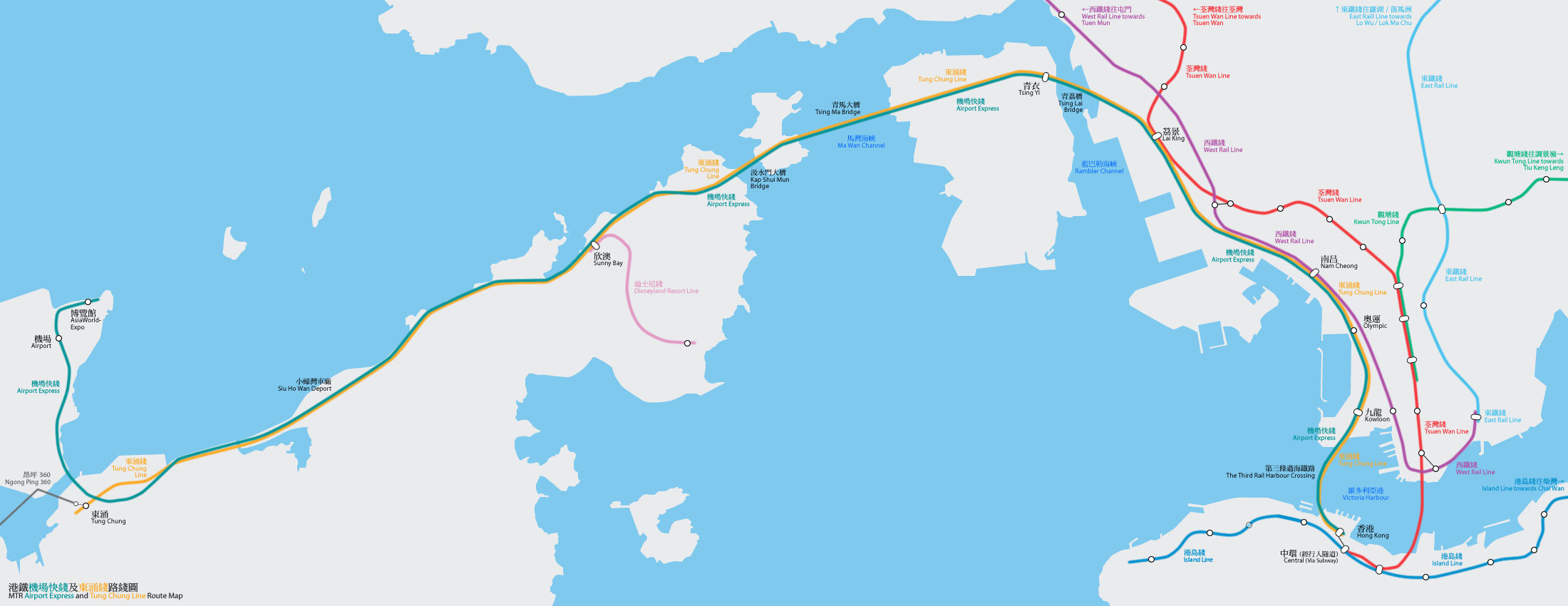
Przebieg Airport Express i Tung Chung Line.

Airport Express – zelektryfikowana linia systemu Mass Transit Railway (MTR) w Hongkongu. Linia łączy centrum miasta z leżącym na wschodzie terytorium portem lotniczym oraz pobliskim centrum konferencyjnym i wystawienniczym AsiaWorld–Expo. Linia ma 35 km długości i 5 przystanków, przejazd na całej długości trasy zajmuje około 29 min. Linia jest jedyną linią systemu MTR, łączącą lotnisko z centralnymi dzielnicami miasta.

## Historia
W październiku 1989 roku, rząd Hongkongu zdecydował się zastąpić przeciążone lotnisko Kai Tak, zlokalizowane w dzielnicy Koulun, nowym portem lotniczym budowanym na Chek Lap Kok. Rząd zaproponował, aby MTR Corporation (wtedy MTRC) wybudowało linię ekspresową Lantau Airport Railway do nowo powstałego lotniska. Projekt rozpoczął się dopiero w listopadzie 1994 roku, po rozwiązaniu problemów finansowania oraz ziemi, na której miała powstać linia, pomiędzy rządami Wielkiej Brytanii i ChRL.
Lantau Airport Railway zostało rozwinięte jako dwie osobne linie systemu MTR, Tung Chung Line oraz Airport Express, które biegną po tej samej linii trakcyjnej przez część trasy. Linia rozpoczęła działanie 6 sierpnia 1998 roku, w tym samym czasie co nowy port lotniczy w Hongkongu.
Wraz z otwarciem stacji Sunny Bar na sąsiedniej linii Tung Chung Line w 2005 roku, podróż na całej linii wydłużyła się do 24 min. 20 grudnia 2005 roku przedłużono linię do centrum wystawowego AsiaWorld–Expo. Obecnie czas przejazdu na całej linii wynosi 29 minut.

## Przebieg
Linia Airport Express rozpoczyna się w dzielnicy Central and Western, w stacji Hong Kong, przekraczając port do wschodniego Koulun. Później linia biegnie wzdłuż wschodniego brzegu półwyspu Koulun, przebiega mostem na wyspę Tsing Yi i biegnie dalej przez most Tsing Ma i wzdłuż północnego wybrzeża wyspy Lantau. Linia kończy swój bieg w stacji AsiaWorld–Expo, przedostatnim przystankiem jest stacja Airport.
Linia jest obsługiwana przez składy firm Bombardier oraz CAF.